# Andreas Carl Haacke

Ausschnitt aus „District F“, Neustadt um 1756: Im Zentrum, dunkelrot die Andreaskirche, links in Rot die Alte Waage und rechts der langgestreckte Wollmarkt.

Andreas Carl Haacke (* 1721 eventuell in Bleicherode; † 23. Oktober 1776 in Wolfenbüttel) war ein deutscher Landvermesser und Stadtplanzeichner. Haacke hat zwischen 1762 und 1765 den ersten exakten und detaillierten Plan der Stadt Braunschweig angefertigt.

## Leben und Werk
Über Haackes Herkunft und Familie ist aus zeitgenössischen Quellen nur sehr wenig überliefert. Er war der „Sohn des Bürgers Johann Heinrich Haacke aus Bleicherode“. Das erste belegbare Datum ist der Tag seiner Hochzeit mit Melusina Dorothea Henriette, geb. Rauschen, die er am 25. Januar 1752 heiratete. Die Trauung vollzog der Pastor der Katharinenkirche, Paul Johann Bütemeister (1702–1780) in der Straße Steingraben. Als Haackes Beruf gab er „Conducteur bey hiesigen Hoch-Fürstlichen Ingenieur-Corps“ an. Seine Ehefrau war die Tochter des verstorbenen Zimmermeisters Johann Michael Rauschen, der bei der Festung und beim Rat der Stadt in Diensten gestanden hatte. Das Paar wohnte bei der Mutter der Braut im Steingraben, in dem zweigeschossigen Fachwerkhaus, in dem auch die Trauung vorgenommen worden war. Der Steingraben wurde später ein Teil der Wilhelmstraße. Die Eheleute Haacke hatten vier Kinder, drei Söhne und eine Tochter, die zwischen 1754 und 1763 geboren wurden. Die Lebensverhältnisse waren offenbar gut, denn zum Fachwerkvorderhaus gehörten zusätzlich ein Hinterhaus und ein kleines Gartenhaus. Unter den Mietern der Familie befand sich auch ein Professor des erst 1745 gegründeten Collegium Carolinums, des Vorläufers der heutigen Technischen Universität. Darüber hinaus hatte die Familie ein eigenes Hausmädchen.
Über Haackes berufliche Ausbildung ist nichts überliefert. Ab 1750 war er Mitarbeiter eines Oberleutnants Blum, der Kommandeur der Artillerie und des Ingenieurkorps für das Festungsbauwesen der Stadt Braunschweig sowie für das Verkehrswegenetz war. 1753 wurde Haacke zum Kammerkondukteur im fürstlichen Bauamt Wolfenbüttel ernannt. Im Jahr darauf trat er in den militärischen Ingenieursdienst als Fähnrich ein. Im selben Jahr fertigte er einen Grundrissplan der Stadt Wolfenbüttel an. Darauf folgten Pläne von diversen Gebäuden herzoglicher Ämter und Schlösser, darunter Sophiental, Hessen und Gandersheim. 1760 folgte Haackes Beförderung zum Leutnant. 1767 wurde er zum Kapitän befördert, 1773 war Haacke als Bauoffiziant im Wolfenbüttelschen und Schöningschen Distrikt tätig.

### Distriktkarten von Braunschweig
Andreas Carl Haackes herausragende vermessungstechnische Leistung besteht jedoch in der Anfertigung von sechs Karten der 1758 eingerichteten Braunschweiger Stadtdistrikte, die mit „A“ bis „F“ bezeichnet worden waren. Vom Braunschweigischen Herzog Karl I. erhielt Haacke den Auftrag, in den Jahren 1762 bis 1765 auf den Karten im Maßstab 1:1000 detailgenau Grundstücksgrenzen, Haupt-, Seiten- und Nebengebäude sowie Hofstellen sowie deren Gärten zu vermessen und zu dokumentieren. Die Häuser sollten zudem mit den Gebäudenummern der 1753 gegründeten Braunschweigischen Brandkasse gekennzeichnet sein. Selbst unbebaute Grundstücke waren gesondert zu kennzeichnen. Darüber hinaus waren auch alle öffentlichen und privaten Brunnen, Notbrunnen und Zisternen sowie die Rohrleitungen und Kanäle der verschiedenen städtischen Wasserkünste zu verzeichnen. Kanäle und Arme der Oker sollten maßstabsgerecht und mit sämtlichen Brücken verzeichnet sein. Schließlich bestand eine weitere Aufgabe in der Erstellung einer Liste sämtlicher Häuser (inkl. deren Assekuranznummern) nach Straßen geordnet und mit Angabe des Eigentümers. Damit Haacke diese Aufgabe auch tatsächlich  ausführen konnte, wurden alle Einwohner ausdrücklich angewiesen, ihm Zugang zu den Häusern, Grundstücken, Gärten etc. zu gewähren.
Wie aus dem Kirchenbuch der Wolfenbütteler Trinitatiskirche hervorgeht, starb Andreas Carl Haacke im Alter von 55 Jahren an „Auszehrung“.

### Rezeption
Haackes handkolorierte Karten gelten heute als eine Art „Urkaster“ der Stadt. Aufgrund ihrer Detailgenauigkeit und Qualität fanden sie bis ins Ende des 19. Jahrhunderts Verwendung. Ende des 18. Jahrhunderts verwendete z. B. Friedrich Wilhelm Culemann Haackes Arbeiten z. T. für seinen eigenen Stadtplan von 1798. Erst 1876 kam es durch Carl Allers zu einer Neuvermessung der Stadt. 1878–1887 verwendete Herrmann Meyer Haackes Pläne für sein Stadtmodell. Auch Wolfgang Meibeyer nutzte Haackes Arbeiten für seine 1966 erschienene „Bevölkerungs- und sozialgeographische Differenzierung der Stadt Braunschweig um die Mitte des 18. Jahrhunderts“ sowie für sein 2007 veröffentlichtes Buch Die Stadt Braunschweig im 18. Jahrhundert: Stadtbild und Grundbesitz in Braunschweig nach der Vermessung von Andreas Carl Haacke 1762 bis 1765.
Heute befinden sich Haackes Originale im Staatsarchiv Wolfenbüttel.